# Momoka Kawaguchi
Momoka Kawaguchi (japanisch 川口 桃佳 Kawaguchi Momoka; * 28. Juni 1998) ist eine japanische Leichtathletin, die sich auf den Langstreckenlauf spezialisiert hat.

## Sportliche Laufbahn
Erste internationale Erfahrungen sammelte Momoka Kawaguchi bei den Crosslauf-Weltmeisterschaften 2023 in Bathurst, bei denen sie nach 39:50 min auf den 61. Platz im Einzelrennen gelangte. Im Juli gewann sie dann bei den Asienmeisterschaften in Bangkok in 33:18,72 min die Silbermedaille im 10.000-Meter-Lauf hinter ihrer Landsfrau Haruka Kokai. Im Jahr darauf wurde sie bei den Crosslauf-Weltmeisterschaften 2024 in Belgrad nach 36:15 min 59. im Einzelrennen.

## Persönliche Bestzeiten
- 3000 Meter: 8:54,80 min, 9. Juli 2022 in Kitami
- 5000 Meter: 15:23,09 min, 16. Juli 2022 in Chitose
- 10.000 Meter: 31:57,81 min, 10. Dezember 2022 in Kyōto
- 10-km-Straßenlauf: 32:57 min, 11. Februar 2024 in Yamaguchi